# Quang Ninh
Quang Ninh (vietnamita: Quảng Ninh) é uma província do Vietnã.